# Cerro Pie de Gallo
El Cerro Pie de Gallo se ubica en la parte oeste de la ciudad de Oruro, detrás del Santuario de la Virgen del Socavón; forma parte de los siete cerros sobre los cuales se erige la ciudad de Oruro, en Bolivia.

## Historia
La explotación mineral de este cerro rico en plata inició antes de la llegada de los españoles, posiblemente hayan sido los Wankaranis los que habrían iniciado su explotación; los españoles redescubrieron  las vetas de plata, motivo por el cual dieron nacimiento a la Villa de San Miguel, que luego pasó a llamarse Villa de San Felipe de Austria.

### Calvario durante la Colonia
Se tiene evidencia que este cerro fue utilizado en primera instancia como un calvario muy visitado en Semana Santa y, de acuerdo al registro de algunos historiadores, se registraban frecuentes accidentes por piedrilla menuda que al pisar originaba resbalones, con potencial de cobrar la vida si el caminante no tomaba los recaudos del caso.
En la cima del cerro se había construido una capilla, con fines cristianos. En tiempos modernos se tiene el control visual de casi toda la ciudad, con excepción de una buena parte de la zona Sur, que es cubierta por el cerro Santa Bárbara donde está la imagen escultórica de la Virgen del Socavón.
Una mirada al norte donde están los cerros hermanos, como el San Pedro o en la parte posterior con la Colorada o San Felipe, más al sur con la Tetilla y por supuesto Santa Bárbara, nos permiten ver en postales lo que descubrimos.

## Biografía
- Datos: Q130300219

1. ↑  «Una mirada desde el Pie de Gallo - Periódico La Patria (Oruro - Bolivia)». Periódico La Patria. Consultado el 17 de agosto de 2023.
2. ↑  «#quedateencasa Cerro Pie de Gallo de la ciudad de Oruro. Cobertura destrucción mástil cívico | By La Patria Bolivia | Facebook». www.facebook.com. Consultado el 17 de agosto de 2023.
3. ↑  «Cerro Pie de Gallo». Mapcarta. Consultado el 17 de agosto de 2023.